# (4862) Loke
(4862) Loke est un astéroïde de la ceinture principale.

## Description
(4862) Loke est un astéroïde de la ceinture principale. Il fut découvert le 30 septembre 1987 à Brorfelde par Poul Jensen. Il présente une orbite caractérisée par un demi-grand axe de 2,92 UA, une excentricité de 0,24 et une inclinaison de 8,6° par rapport à l'écliptique.
Il a été nommé en référence à la divinité nordique Loki.

## Compléments